# Pilea sublucens
Pilea sublucens es una especie de planta del género Pilea, perteneciente a la familia Urticaceae.

## Taxonomía
Pilea sublucens fue descrita por Hugh Algernon Weddell en 1869.

## Distribución
Se encuentra en el territorio oeste de África tropical hasta el suroeste de Uganda.